# James Cameron (missioner)
James Cameron (Perthshire, 6 de gener de 1800 – 3 d'octubre de 1875) va ser un missioner escocès del segle xix amb formació en fusteria que, al llarg de vint anys de servei a Madagascar amb la Societat Missionera de Londres (1826-1835; 1861-1875), va exercir un important paper en la cristianització i industrialització d'aquest estat insular, llavors sota el domini de la monarquia Imerina.
Cameron va ser batejat a Little Dunkeld, a Perthshire, Escòcia, el 6 de gener de 1800. Va passar els primers anys en el castell de Murthly i els seus voltants, on va aprendre fusteria. El seu pare Thomas va passar la seva vida al servei del laird de Murthly. La missió de la Societat Missionera de Londres a Madagascar, establerta en 1820, va acceptar la seva petició de servir cinc anys, quan tenia 25 anys. Abans d'arribar a Madagascar el setembre de 1826, durant el regnat del progressista rei Radama I, va passar un any a Manchester ajudant al desenvolupament de la maquinària que seria instal·lada al barri d'Amparibe (Antananarivo), per modernitzar la producció de fil de cotó.
Establert al barri de la capital, Ambatonakanga, on va construir el primer temple cristià i la primera escola d'estil occidental a Madagascar, va emprar i va educar a 600 joves malgaixos en la construcció de maquinària i altres projectes d'obres públiques. Va introduir la fabricació de maons el 1826, una tecnologia que més tard es faria servir en un nou estil arquitectònic malgaix que va ser àmpliament adoptat a les Terres altes de Madagascar. La casa de maons de Cameron a Ambatonakanga serviria de model per al nou estil arquitectònic. També va exercir un paper fonamental en la supervisió de la instal·lació de la primera impremta de l'illa, que es va utilitzar per imprimir una traducció de la Bíblia a la llengua malgaix. Tanmateix Cameron també va ser un dels principals contribuents en la fabricació de pólvora a Imerina i en la introducció de l'energia hidràulica al llac Anosy, un llac artificial al centre d'Antananarivo, creat per a aquest propòsit.
Després de la mort del rei Radama I el 1828, l'accés al tron de la seva esposa, la reina Ranavalona I, i el seu posterior intent de lliurar l'illa de la influència estrangera, es va prohibir el proselitisme cristià i es va perseguir activament als que practicaven la nova fe. Segons un discurs pronunciat en el funeral de Cameron, va ser gràcies a la seva intervenció que la Societat Missionera de Londres va poder mantenir presència a l'illa fins al 1835. La mort de Ranavalona el 1861 i la successió del seu fill Radama II van reobrir Madagascar a la influència estrangera i a les activitats dels missioners cristians. Cameron va tornar immediatament i un cop més va emprendre una gran varietat d'activitats seculars, a més de les seves contínues activitats com a missioner. Va construir diversos edificis en el complex de Rova d'Antananarivo, incloent el Manampisoa (1866), una tomba reial (1868) i la petxina de pedra del palau de la Reina (el Manjakamiadana) el 1869. Les torres del Manjakamiadana es van inspirar en les torres originals del castell de Murthly a Escòcia, on Cameron va passar la seva infantessa. Va supervisar la construcció de l'església Commemorativa a Faravohitra i una altra a Analakely, un hospital, diverses cases de missió i esglésies de poble, i una roda hidràulica per abastir la fàbrica de municions d'Anosimahavelona. També va ser el primer a inspeccionar i cartografiar Imerina i la regió dels voltants de Fianarantsoa.